# Leichtathletik-Weltmeisterschaften 2015/Teilnehmer (Nordkorea)
| Gelbes Symbol für Goldmedaillen mit stilisierten Olympischen Ringen | Graues Symbol für Silbermedaillen mit stilisierten Olympischen Ringen | Braundes Symbol für Bronzemedaillen mit stilisierten Olympischen Ringen |
| ------------------------------------------------------------------- | --------------------------------------------------------------------- | ----------------------------------------------------------------------- |
| —                                                                   | —                                                                     | —                                                                       |

Der Leichtathletikverband Nordkoreas nominierte drei Athleten für die Leichtathletik-Weltmeisterschaften 2015 in der chinesischen Hauptstadt Peking.

## Ergebnisse

### Männer

#### Laufdisziplinen
| Athlet   | Disziplin | Vorlauf | Vorlauf | Halbfinale | Halbfinale | Finale    | Finale |
| Athlet   | Disziplin | Zeit    | Platz   | Zeit       | Platz      | Zeit      | Platz  |
| -------- | --------- | ------- | ------- | ---------- | ---------- | --------- | ------ |
| Pak Chol | Marathon  |         |         |            |            | 2:15:44 h | 11     |

### Frauen

#### Laufdisziplinen
| Athletin      | Disziplin | Vorlauf | Vorlauf | Halbfinale | Halbfinale | Finale    | Finale |
| Athletin      | Disziplin | Zeit    | Platz   | Zeit       | Platz      | Zeit      | Platz  |
| ------------- | --------- | ------- | ------- | ---------- | ---------- | --------- | ------ |
| Kim Hye-gyong | Marathon  |         |         |            |            | DNF       | DNF    |
| Kim Hye-song  | Marathon  |         |         |            |            | 2:30:59 h | 9      |